# جاکومو مایربر
جاکومو مایِربِر (به آلمانی: Giacomo Meyerbeer) (زادهٔ ۵ سپتامبر ۱۷۹۱ – درگذشتهٔ ۲ مهٔ ۱۸۶۴) آهنگساز اپرا اهل آلمان بود.